# Piotr Czernikowski
Piotr Czernikowski (Czerniakowski) herbu Ostoja (zm. w 1615 roku) – podstoli lubelski w latach 1591–1615, sekretarz królewski w 1591 roku, dworzanin i łożniczy królewski Stefana Batorego, wójt ryczywolski w 1569 roku.